# Cyathea pinnula
Cyathea pinnula là một loài thực vật có mạch trong họ Cyatheaceae. Loài này được (H. Christ) Domin mô tả khoa học đầu tiên năm 1930.